# Херберт Баум
Херберт Баум (на немски: Herbert Baum) е еврейски комунист, член на германското съпротивително движение против националсоциализма.
Групата около Херберт Баум от комунисти и евреи – антифашисти, успява на 18 май 1942 г. да подпали изложбата на Гьобелс „Съветският рай“. Въпреки че пожарът нанася незначителни щети, като ответна мярка на 28/29 май в Берлин са арестувани 500 евреи, половината от които веднага са разстреляни, а останалите са депортирани в концентрационни лагери.
Членовете на групата са арестувани от Гестапо, като впоследствие повече от 20 от тях са осъдени на смърт. Баум умира в ареста на 11 юни 1942 при неизяснени обстоятелства.